# Vilcey-sur-Trey
Vilcey-sur-Trey és un municipi francès situat al departament de Meurthe i Mosel·la i a la regió del Gran Est. L'any 2007 tenia 166 habitants.

## Demografia

### Població
El 2007 la població de fet de Vilcey-sur-Trey era de 166 persones. Hi havia 36 famílies, de les quals 4 eren unipersonals (4 homes vivint sols), 20 parelles sense fills i 12 parelles amb fills.
La població ha evolucionat segons el següent gràfic:
Habitants censats

### Habitatges
El 2007 hi havia 51 habitatges, 42 eren l'habitatge principal de la família, 5 eren segones residències i 3 estaven desocupats. 42 eren cases i 8 eren apartaments. Dels 42 habitatges principals, 29 estaven ocupats pels seus propietaris, 12 estaven llogats i ocupats pels llogaters i 1 estava cedit a títol gratuït; 1 tenia una cambra, 3 en tenien dues, 6 en tenien tres, 3 en tenien quatre i 29 en tenien cinc o més. 31 habitatges disposaven pel capbaix d'una plaça de pàrquing. A 25 habitatges hi havia un automòbil i a 13 n'hi havia dos o més.

### Piràmide de població
La piràmide de població per edats i sexe el 2009 era:
| Homes | Edats   | Dones |
| ----- | ------- | ----- |
| 0     | 95 o +  | 0     |
| 0     | 90 a 94 | 0     |
| 0     | 85 a 89 | 0     |
| 0     | 80 a 84 | 4     |
| 0     | 75 a 79 | 0     |
| 0     | 70 a 74 | 0     |
| 0     | 65 a 69 | 4     |
| 4     | 60 a 64 | 4     |
| 0     | 55 a 59 | 0     |
| 16    | 50 a 54 | 8     |
| 0     | 45 a 49 | 0     |
| 8     | 40 a 44 | 0     |
| 4     | 35 a 39 | 8     |
| 0     | 30 a 34 | 4     |
| 0     | 25 a 29 | 0     |
| 0     | 20 a 24 | 0     |
| 28    | 15 a 19 | 0     |
| 16    | 10 a 14 | 12    |
| 4     | 5 a 9   | 20    |
| 0     | 0 a 4   | 4     |

## Economia
El 2007 la població en edat de treballar era de 87 persones, 59 eren actives i 28 eren inactives. De les 59 persones actives 57 estaven ocupades (35 homes i 22 dones) i 2 estaven aturades (2 homes). De les 28 persones inactives 5 estaven jubilades, 14 estaven estudiant i 9 estaven classificades com a «altres inactius».
Activitats econòmiques
Dels 5 establiments que hi havia el 2007, 1 era d'una empresa de construcció, 1 d'una empresa de comerç i reparació d'automòbils, 1 d'una empresa de transport, 1 d'una empresa d'hostatgeria i restauració i 1 d'una empresa classificada com a «altres activitats de serveis».
Dels 2 establiments de servei als particulars que hi havia el 2009, 1 era un paleta i 1 restaurant.
L'any 2000 a Vilcey-sur-Trey hi havia 7 explotacions agrícoles que ocupaven un total de 272 hectàrees.

## Poblacions més properes
El següent diagrama mostra les poblacions més properes.